# Antiblemma chauxi
Antiblemma chauxi là một loài bướm đêm trong họ Erebidae.